# Kirche Handewitt

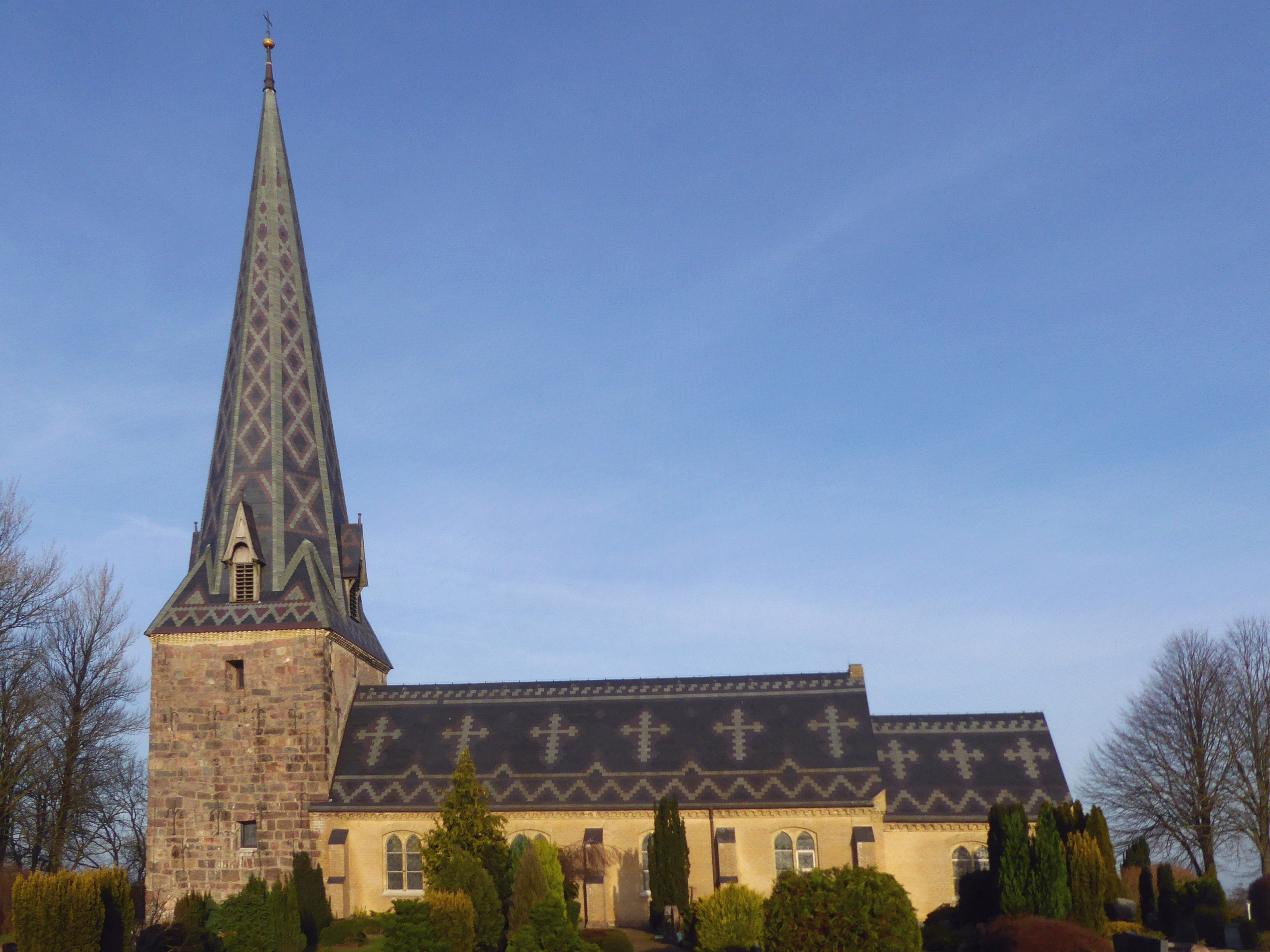
Kirche aus 13. bzw. 19. Jahrhundert in Handewitt (2019)

Die Handewitter Kirche

Die Kirche Handewitt (auch: Handewitter Kirche) ist eine evangelisch-lutherische Kirche in Handewitt. Der Kirchenbau aus dem Jahr 1884, mit Bestandteilen eines älteren Vorgängerbaus, ist eines der Kulturdenkmale Handewitts. Teile der Kirchenausstattung sowie des umliegenden Kirchhofes wurden als Bestandteil des Kulturdenkmales mit eingetragen.

## Geschichte

### Vorgängerbau
Eine Kirche in Handewitt ist in einem Register der Kirchen der Wiesharde aus dem Jahr 1240 urkundlich bezeugt. Möglicherweise war sie die älteste Kirche der Harde. Schon damals stand sie weithin sichtbar auf dem Langberg, auf dem ihr heutiger Nachfolgebau steht.  Als im 16. Jahrhundert in Klues die dortige Wallfahrtskapelle aufgegeben wurde, wurden deren Steine zur Ausbesserung der Handewitter Kirche verwendet. Während des Dreißigjährigen Krieges (1618–1648) und des folgenden Polenkrieges (1658–1660) litt die Gemeinde Handewitt erheblich. Das Kircheninnere wurde stark beschädigt und konnte auf Grund der allgemeinen Armut nur schrittweise wieder hergerichtet werden. Erst 1738 war sie wieder in einen adäquaten Zustand versetzt. Wegen des starken Bevölkerungswachstums im 18. Jahrhundert wurde eine Empore eingebaut. Der Altar war wie ein Herd mit Lehm aus Feldstein gemauert und besaß seit dem Jahr 1699 einen geschnitzten Aufsatz mit mehreren figürlichen Darstellungen. Im Hauptfeld war das Gebet Christi im Garten Gethsemane dargestellt, darüber das Weltgericht und zuunterst das Abendmahl.
In den frühen Morgenstunden des 12. Juni 1882 schlug ein Blitz in die Kirche ein. Das anschließende Feuer vernichtete die Kirche fast vollständig. Gerettet werden konnten nur das große Kruzifix, der Taufstein aus Granit, die gotischen Messingleuchter und die alten Kirchenbücher.

### Neuerrichtung

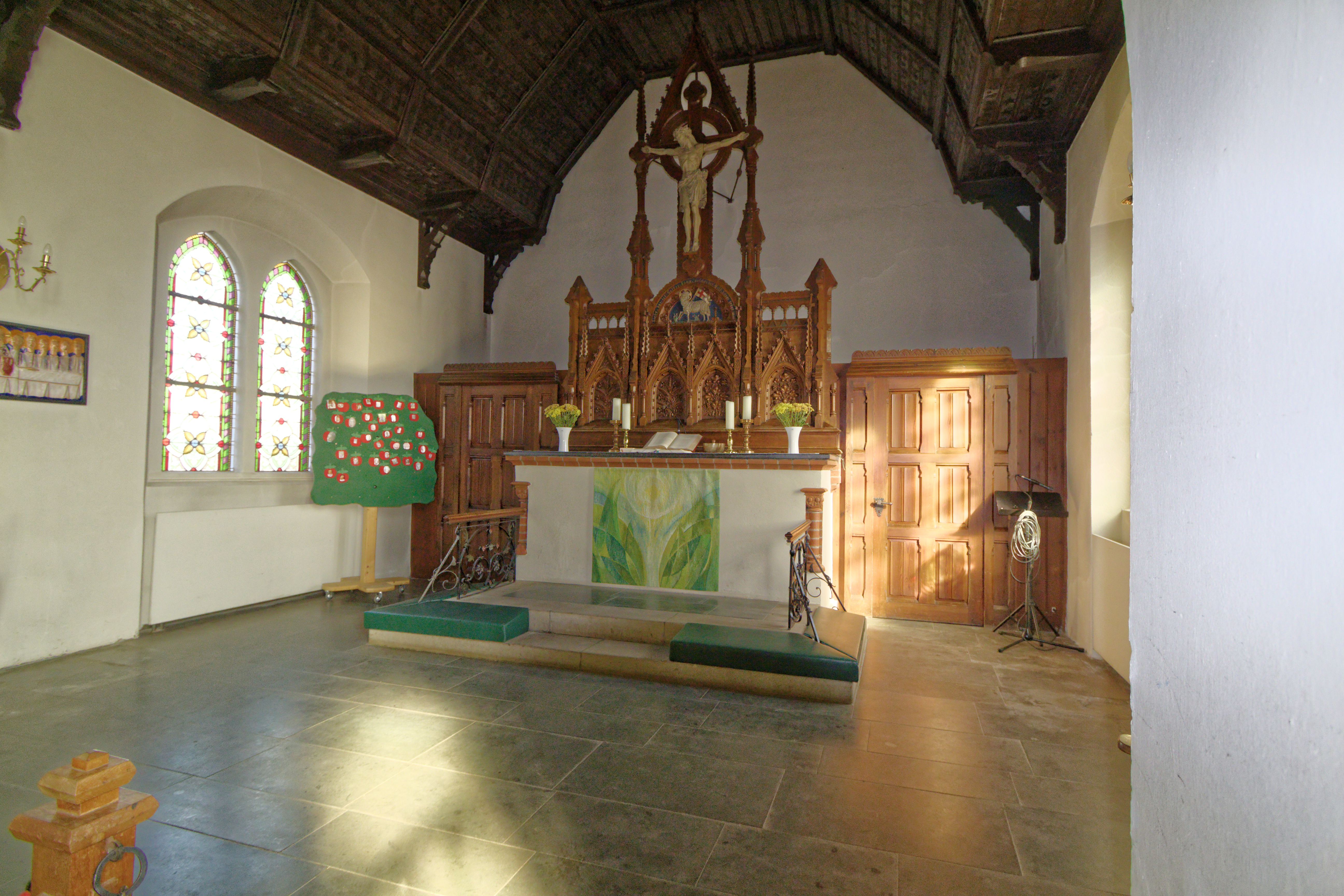
Der neugotische Altar der Handewitter Kirche

1883/84 wurden große Teile der Kirchenruine abgebrochen. Anschließend erfolgte der Kirchenneubau im neugotischen Stil durch die Architekten Alexander Wilhelm Prale und Nielsen aus Flensburg. Einbezogen beim Neubau wurde der alte Kirchturm.
Die neue Kirche wurde auf den Grundmauern der alten errichtet. Die Proportionen des mittelalterlichen Vorgängerbaus wurden, leicht verändert, übernommen und nicht der neuen Zeit angepasst. Allerdings bekam die neue Kirche eine an ein Tonnengewölbe erinnernde Holzdecke.  Auch die Gestaltung von Altar, Kanzel,  Fenster und Empore erfolgte ganz im neugotischen Stil.
Eine einschneidende Änderung im Vergleich zum Vorgängerbau war auch die Verlegung des Eingangs.  Die alte Kirche betrat man durch ein kleines Vorhaus von der Seite. Die neue Kirche bekam dagegen einen Eingang im Westen. Sie entsprach damit den Vorgaben des Eisenacher Regulativs.
Am 14. Mai 1884 wurde die neue Kirche nach zweijähriger Bauzeit eingeweiht. Die Kirche Handewitt besteht seitdem als ein 37 Meter langer Gelbziegelbau mit einem 46 Meter hohen Kirchturm.
1964 wurde die Kirche vollständig renoviert. Der Eingang wurde auf die Nordseite des Turmes verlegt.

## Ausstattung
Vom Vorgängerbau konnten nur das große Kruzifix, der Taufstein aus Granit, die gotischen Messingleuchter und die alten Kirchenbücher gerettet werden. Die geretteten spätgotischen Altarleuchter blieben bis 1968 erhalten. Doch in der Nacht vom 24. zum 25. Juli 1968 brachen Diebe in die Kirche ein und stahlen die zwei Altarleuchter, die Taufschale und die Taufkanne.

### Altar

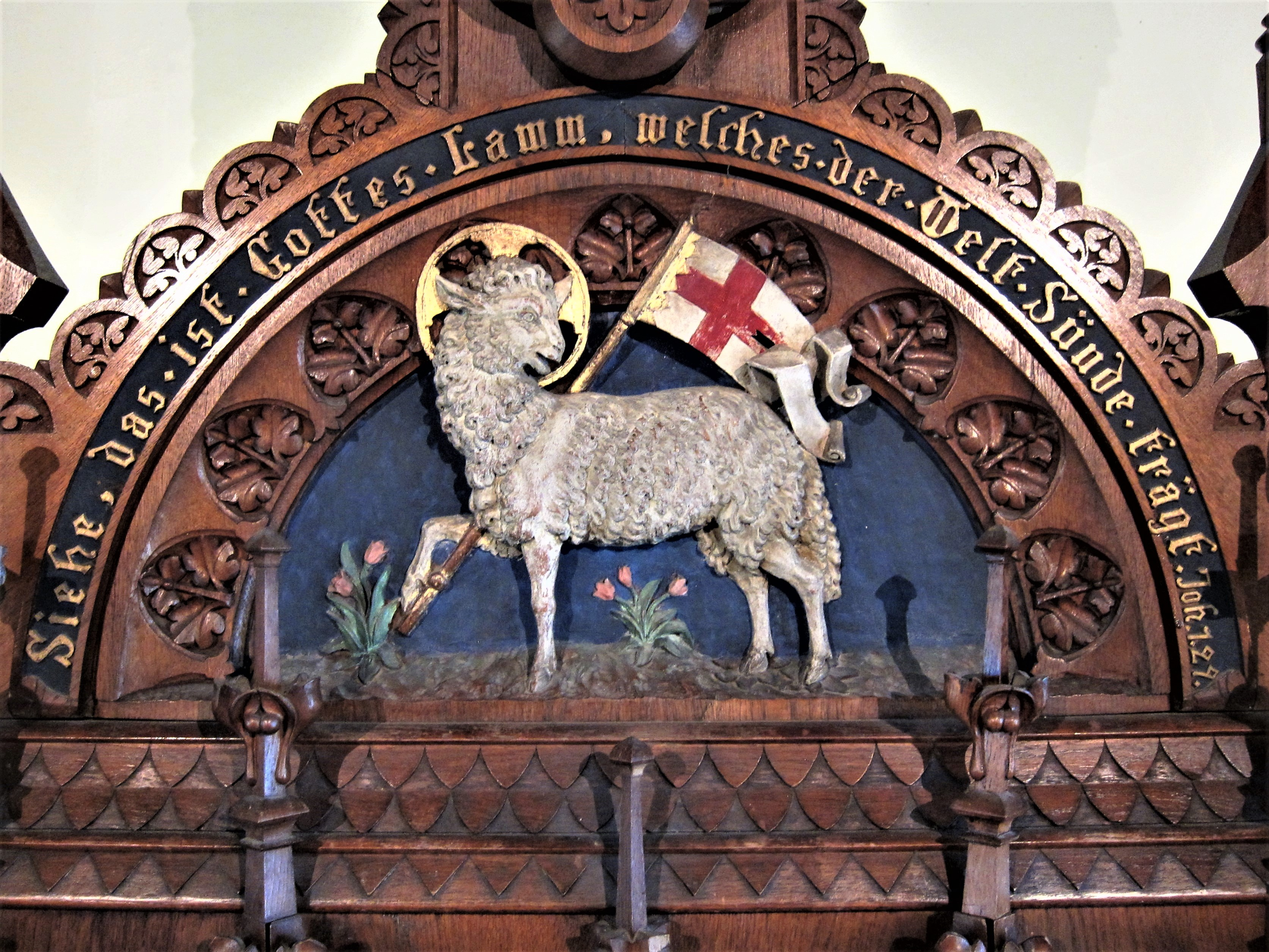
Detail aus dem Altar der Handewitter Kirche

Der Altar der Handewitter Kirche stammt aus dem Jahr 1884. Er ist im Stil der Neugotik mit Schnitzwerk verziert.  Neben reicher Ornamentik und Drechselarbeiten werden auf vier Feldern Getreide und Weintrauben dargestellt.  In der Mitte des Altars ist das „Lamm Gottes“ zu sehen, das durch seine farbige Gestaltung besonders hervorgehoben wird.  Über allem steht ein großes Kruzifix, das aus einer Schnitzwerkstatt in Oberammergau stammt.

### Kruzifix
Die Handewitter Kirche besitzt zwei etwa gleich große Darstellungen des gekreuzigten Christus aus verschiedenen Epochen. Ein Kruzifix aus dem ausgehenden 19. Jahrhundert, das in den Altar integriert ist, und ein weiteres aus dem Jahr 1687, das bei dem Brand der Handewitter Kirche gerettet wurde. Es hat seinen Platz nach alter Ordnung über dem Chorbogen.

### Taufstein

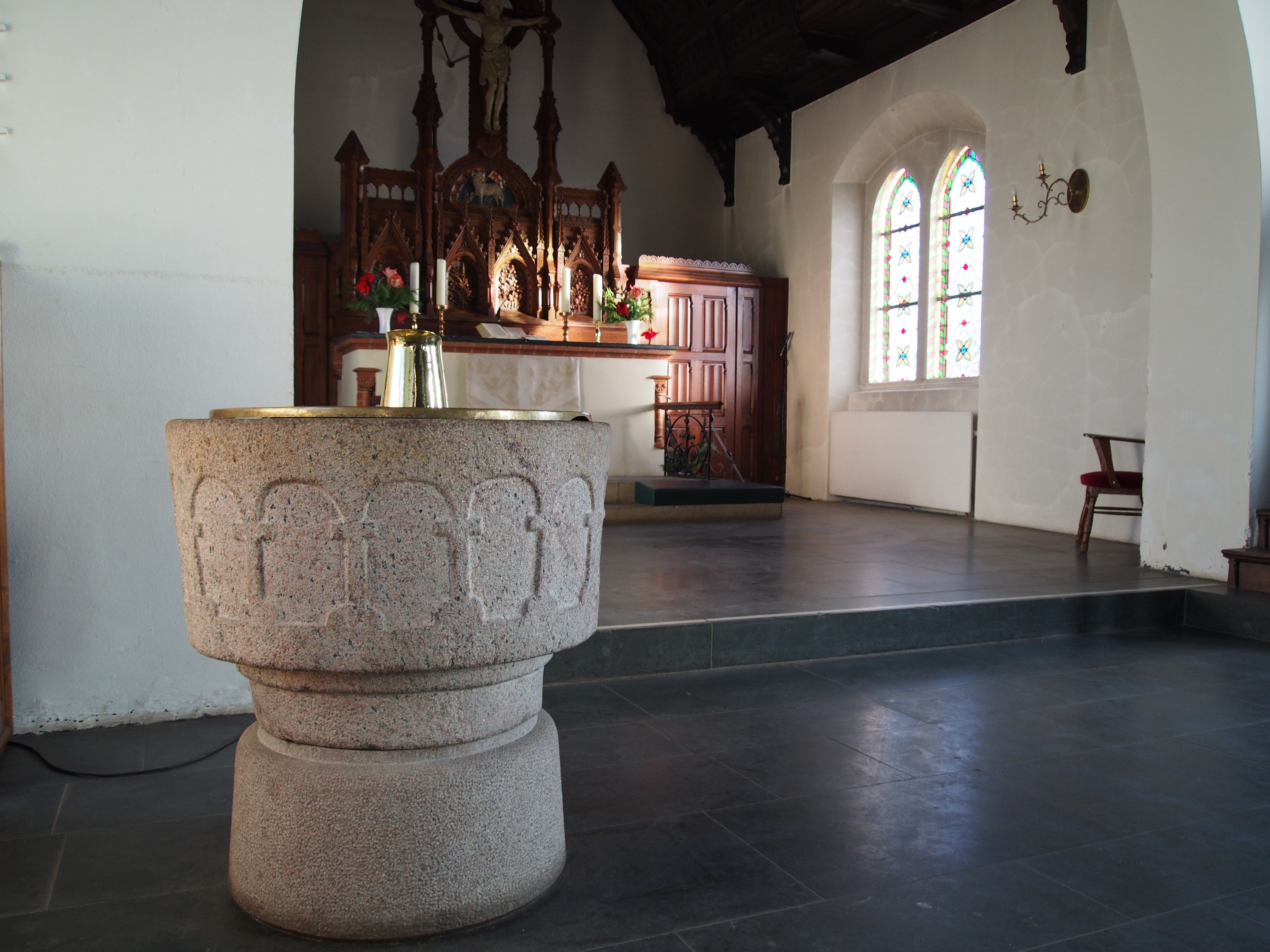
Taufstein in Handewitt

Der romanische Taufstein aus dem 12. Jahrhundert stammt aus der Vorgängerkirche. Er ist aus Granit gefertigt und mit schlichten Rundbogenarkaden verziert. Der ursprünglich dazugehörende quadratische Sockel wurde 1883 zerstört. Eine Grafik des Taufsteins ziert auch das aktuelle Kirchensiegel der ev. Kirchengemeinde Handewitt.

### Kanzel
Die Kanzel wurde nach dem Brand im neugotischen Stil angefertigt und ist mit Holzschnitzereien und Drechselarbeiten verziert. Sie zeigt die Symbole der vier Evangelisten und eine Darstellung von Jesus. Der Kanzelkorb ruht auf vier gleichgestalteten Säulen.

### Fenster
Alle Fenster der Kirche wurden im neugotischen Stil gestaltet. Im Kirchenschiff finden sich einfache Fenster aus farbigem Glas mit geometrischen Mustern. Die Fenster des Chorraums dagegen sind aufwendig mit Glasmalerei gestaltet. Hier finden sich Muster mit den wiederkehrenden Motiven von Getreide und Weintrauben.

### Fenster von Charles Crodel
Der Turmraum der Kirche ist seit 1965 mit zwei Fenstern von Charles Crodel ausgestattet.
An der Südwand des Turmes findet sich ein kleines Fenster zum Thema Adam und Christus.
Im ehemaligen Eingang auf der Westseite befindet sich ein neunfach unterteiltes Fenster zur Geburt, Kreuzigung und Auferstehung Jesu.
Folgende Szenen werden dort dargestellt:
- Untere Reihe:   Ankündigung der Geburt, Geburt im Stall und Flucht nach Ägypten
- Mittlere Reihe: Gefangennahme; Kreuzigung und Grablegung.
- Obere Reihe:  Frauen am leeren Grab, Auferstehung und Emmausjünger

Die einzelnen Bilder erhalten viele Hinweise und Anspielungen auf biblische Geschichten und deren Deutungen, aber auch verspielte Details. Neben klassischen Motiven der Kunstgeschichte finden sich recht unkonventionelle Darstellungen. So wird Jesus etwa zweimal von hinten gezeigt. In der Emmausszene wird auf das Brot verzichtet und stattdessen ein freier Stuhl für den Betrachter eingefügt. Unter dem Kreuz ist Adam zu sehen und bei der Gefangennahme erinnert der hervorgehobene Fuß des Judas möglicherweise an die Fußwaschung. Eine der Frauen am leeren Grab wird mit verbundenen Augen dargestellt, da es dem Künstler wohl auf die „innere Schau“ der Auferstehung ankommt. Die liebevoll entworfenen Bilder gehören sicherlich zu den bedeutenden Werken der Glasmalerei der deutschen Nachkriegszeit.

### Kronleuchter
Die drei Kronleuchter der Kirche stammen aus der Zeit kurz vor dem Ende des 19. Jahrhunderts.

### Orgel
Der Vorgängerbau erhielt erst im Jahr 1845 eine Orgel. Diese wurde beim Brand zerstört. Die heutige Orgel wurde von Marcussen & Søn in Apenrade hergestellt. 1885 wurde sie eingeweiht. 1960 wurde sie von der Firma Kemper in Lübeck durch den Orgelbauer Buchholtz aus Flensburg renoviert. Die Orgel hat zwei Manuale und 18 Register.

## Handewitter Bläserchor

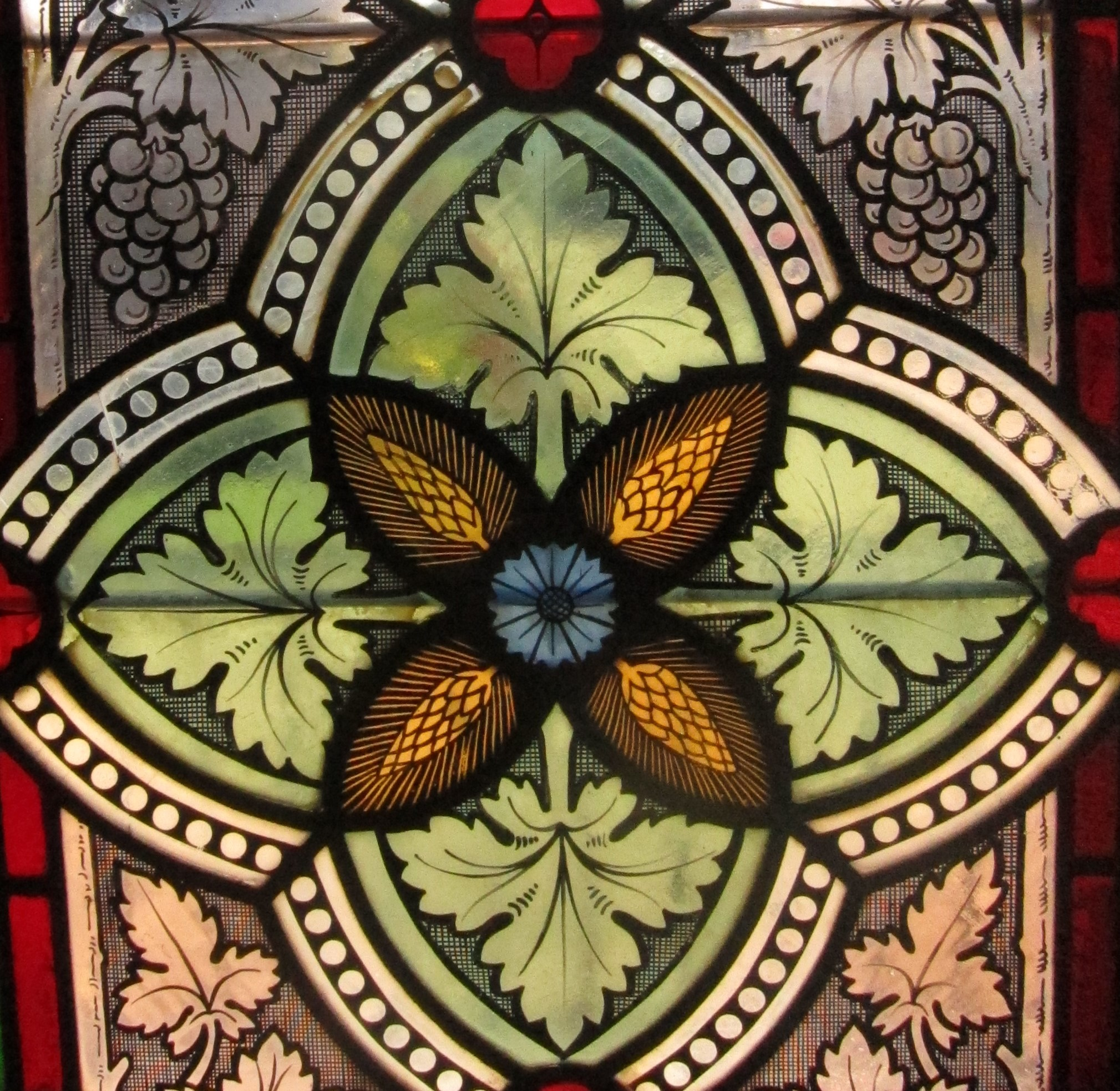
Kirchenfenster in Handewitt

Am 6. April 1961 wurde von zehn Gemeindemitgliedern der Handewitter Bläserchor gegründet. Die musikalische Leitung übernahm Emil Wunderlich. Als erster Vorsitzender fungierte Pastor Johannes Gerber. Die Bläser waren Bestandteil der Kirchengemeinde und begleiteten zunächst ausschließlich musikalisch Gottesdienste. Erst 1973 erweiterte der Posaunenchor sein Repertoire und spielt seitdem auch Märsche und spielt heute auch bei hohen Geburtstagen, zum Auftakt des Maibaumfestes oder als Begleitung bei Laternenumzügen.